# Neithardt Völker
Neithardt Völker (* 16. Mai 1933 in Tannhausen, Landkreis Waldenburg, Provinz Niederschlesien; † 13. März 2022) war ein deutscher Politiker (SPD) und Abgeordneter im Landtag Mecklenburg-Vorpommern von 1990 bis 1998.

## Leben
Neithardt Völker studierte nach der 1951 in Nordhausen abgelegten Abiturprüfung bis 1955 Pädagogik an der Humboldt-Universität Berlin und absolvierte ein Zusatzstudium Chemie an der Pädagogischen Hochschule Güstrow. Er war dann als Lehrer in Zarrentin tätig sowie von 1975 bis 1985 auch als Fachberater in Hagenow beim Kabinett des Kreises.
Völker trat im Januar 1990 in die SPD ein. Bei der Landtagswahl in Mecklenburg-Vorpommern 1990 wurde er über die Landesliste in den Landtag gewählt, nach der nächsten Wahl rückte er 1994 für Michael Kautz, der sein Abgeordnetenmandat nicht annahm, in das Parlament nach.